# Siro ozimeci
Espèce
Siro ozimeci est une espèce d'opilions cyphophthalmes de la famille des Sironidae.

## Distribution
Cette espèce est endémique de Croatie. Elle se rencontre dans les monts Medvednica et Žumberak.

## Description
La femelle holotype mesure 2,43 mm et le mâle paratype 2,32 mm.

## Systématique et taxinomie
Cette espèce a été décrite par Karaman en 2022.

## Étymologie
Cette espèce est nommée en l'honneur de Roman Ozimec.

## Publication originale
- Karaman, Lienhard, Niklos & Raspotnig, 2022 : « Two new species of the genus Siro Latreille, 1796 (Opiliones, Cyphophthalmi, Sironidae) in the European fauna. » European Journal of Taxonomy, vol. 834, no 1, p. 1–21 (texte intégral).